# Regione Orientale (Macedonia del Nord)
La Regione Orientale è una delle regioni statistiche della Macedonia del Nord; situata ad est, confina con la Bulgaria. Comprende 13 comuni.

## Comuni

I comuni della regione

- Berovo
- Češinovo-Obleševo
- Delčevo
- Karbinci
- Kočani
- Lozovo
- Makedonska Kamenica
- Pehčevo
- Probištip
- Štip
- Sveti Nikole
- Vinica
- Zrnovci

## Società

### Evoluzione demografica

Mappa dei gruppi etnici di maggioranza nella regione

In base al censimento del 2002 la popolazione era di 203 213 abitanti.
| Anno | Popolazione | Differenza |
| ---- | ----------- | ---------- |
| 1994 | 201,525     | N/A        |
| 2002 | 203,213     | +1.94%     |

### Etnie e minoranze straniere
In base al censimento del 2002 la popolazione è così divisa dal punto di vista etnico:
|          | Numero | %     |
| TOTALE   | 203213 | 100   |
| Macedoni | 188522 | 92,77 |
| Rom      | 6927   | 3,40  |
| Turchi   | 2636   | 1,29  |
| Valacchi | 2514   | 1,23  |
| altri    | 2614   | 1,28  |